# Первомайськ (Росія)
Первома́йськ (рос. Первома́йск; до 1951 року — Ташино) — місто в Росії, центр Первомайського району Нижньогородської області.
Населення — 15 094 мешканців (перепис 2002).
Місто розташоване на півдні області, за 189 км на південь від Нижнього Новгорода. Є залізнична станція Первомайськ-Горьківський, також Завод машин і приладів для залізничного транспорту, ліспромгосп, молокозавод, швейна фабрика.
Статус міста з 1951 року.